# Théo Kerg
Théo Kerg, né le 2 juin 1909 à Niederkorn (Luxembourg, commune de Differdange) et mort le 4 mars 1993 à Chissey-en-Morvan (Saône-et-Loire), est un peintre, sculpteur, graveur et verrier d'art luxembourgeois qui appartient au courant de l'art moderne tendant vers l'art abstrait. Il est notamment connu pour avoir fondé, après 1945, le mouvement dit du « tactilisme ».

## Biographie

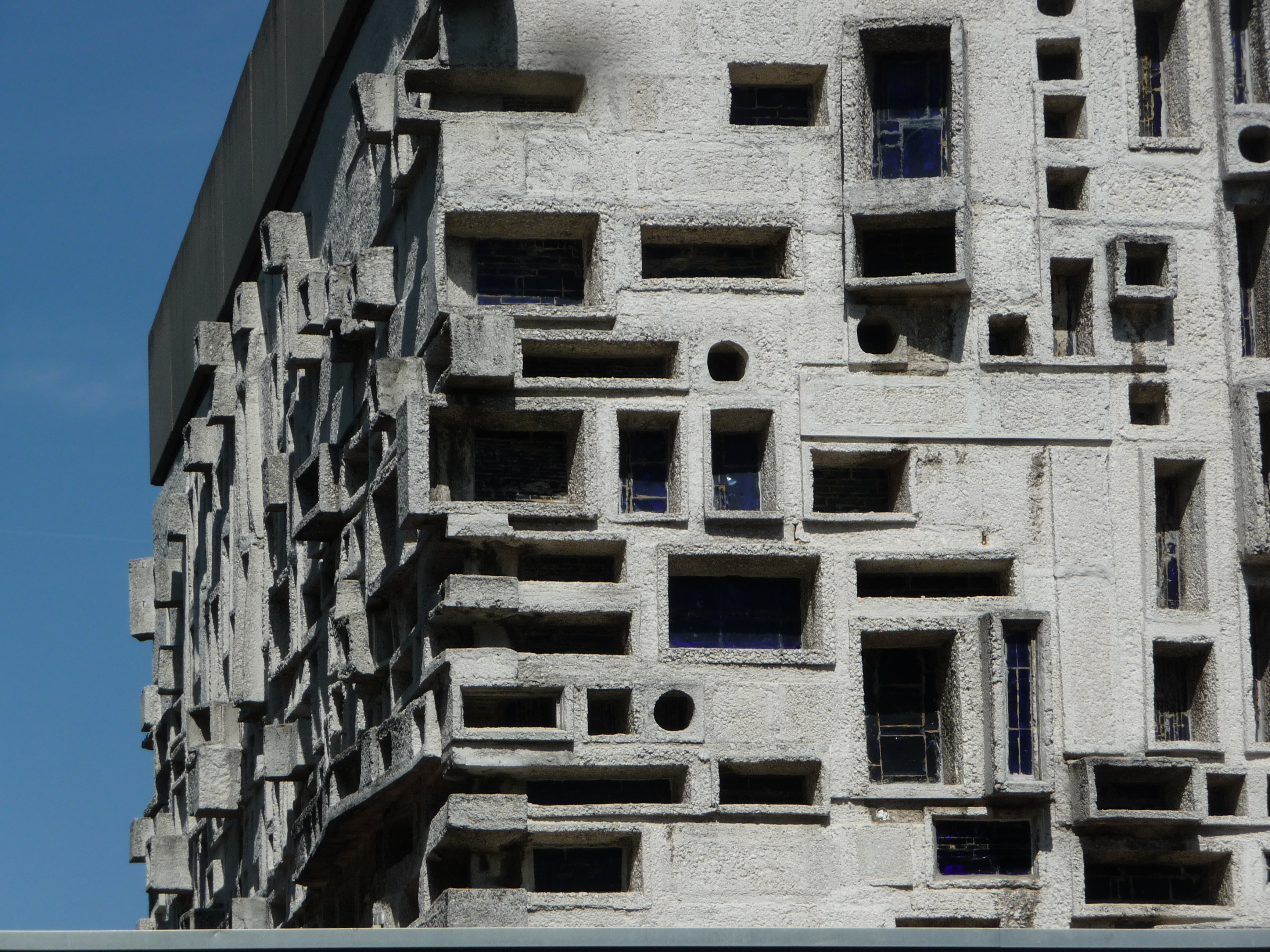
Hauptfriedhof Mannheim.

Fils d'un enseignant originaire du sud-ouest du Luxembourg, Théo Kerg, après avoir étudié à Esch-sur-Alzette où il obtient son baccalauréat, décide d'entreprendre une carrière artistique en France. Il s'établit à Paris en 1929, fréquente les Beaux-arts, puis l'Institut d'art et d'archéologie.
Entre 1932 et 1933, il entre à l'Académie des beaux-arts de Düsseldorf, sous la direction de Paul Klee et Oskar Moll.
Il retourne au Luxembourg en 1934 et devient professeur d'art à partir de 1936. 
En 1935, il décroche la médaille d'or lors de l'exposition universelle de Bruxelles. Il rejoint le groupe Abstraction-Création dont le siège est à Paris puis crée une peinture murale lors de l'exposition universelle de 1937.
En 1939, il représente le Luxembourg lors de la foire internationale de New York et crée une fresque de 80 m2 ayant pour thème l'économie.
En octobre 1941, il participe à un voyage d’artistes luxembourgeois en Allemagne, ils sont 23. En 1943, alors que le Luxembourg est occupé par les forces allemandes et qu'il a du renoncer à l'abstraction (symbole de l'« art dégénéré »), Théo Kerg démissionne de son poste d'enseignant et se retire à la campagne avec sa famille. Il est arrêté en septembre 1944 par la résistance luxembourgeoise qui le livre aux forces alliées, et est placé en prison durant 15 mois, de façon préventive. Condamné à une amende, interdit de séjour et de travail, il quitte le Luxembourg en 1946, souhaite émigrer au Venezuela, y renonce, puis s'installe à Paris où il rencontre Paul Éluard dont il illustre le recueil Dignes de vivre en 1947 avec 20 bois gravés. En 1949 puis en 1951, il expose au musée Réattu (Arles) et se lie avec le poète Pierre Garnier. En 1952, la galerie Wildenstein expose ses aquarelles. En 1955, il est totalement amnistié par les autorités de son pays et peut recommencer à y exposer.
Dans les années 1960-1970, résolument dans l'abstraction, il expérimente le travail sur verre. Il compose les vitraux de l'église du Saint-Esprit de Cents.
En 1975, il présente au musée des beaux-arts du Havre une rétrospective intitulée Naissance et évolution du tactilisme 1956–1974, lui permettant d'inscrire le « tactilisme » en tant que courant au sein de l'évolution de l'art moderne après 1945.
Théo Kerg a vécu à Paris jusqu'à la fin des années 1980. Il passe les trois dernières années de sa vie à Chissey-en-Morvan, en Bourgogne, où il meurt en 1993.
Son fils, Carlo Kerg, est architecte.

## Le graveur
Théo Kerg est l'auteur de près de 200 lithographies et lithoffset, 40 gravures sur bois, 15 eaux-fortes, 20 sérigraphies et une vingtaine d'œuvres mixtes mêlant gravure et collage.

## Expositions
Théo Kerg a participé a plus de 300 expositions.
À Luxembourg, le Musée national d'histoire et d'art (Nationalmusée fir Geschicht a Konscht) et le Cercle Cité ont organisé une rétrospective de son œuvre du 14 décembre 2013 au 4 mai 2014.